# FF-04 EVO
FF-04 EVOとは、株式会社タミヤよりリリースされている電動RCカーのシャーシ名称である。

## 概要
FF-03に続く、フロントモーター・フロントドライブ（FF）シャーシ。
フロントエンドに走行用モーターを搭載し、フロントのトラクション（タイヤの駆動力を路面に伝える能力）を考慮した設計。
バッテリーやサーボ類のレイアウトはFF-03から変更し、シャーシ左側にバッテリーを縦置き、右側にサーボ・ESC・受信機を配置した。
最初からロワ2.5mm、アッパー2.0mmのカーボンダブルデッキ構成で発売。
ギヤデフ装備のXV-01シャーシ用ギヤボックスを搭載し、コーナー進入時のシャーシと路面との干渉を低減。
足まわりはTRF418と同形状とされた。

## シリーズ

### FF-04 EVO
2014年11月発売

### FF-04 EVO ブラックエディション
2015年12月発売

- TRFビッグボアダンパー装備
- アルミパーツはブラックアルマイト加工